# Sursassite
La sursassite è un minerale.